# Archidiocèse de Katowice
L'archidiocèse de Katowice (en latin : Archidioecesis Katovicensis, en polonais : Archidiecezja katowicka) est une Église particulière de l'Église catholique en Pologne, l'un des 14 archevêchés que compte le pays, et basé à Katowice. Depuis le 4 novembre 2024, il est vacant.  

## Territoire
L'archidiocèse de Katowice couvre le centre de la voïvodie de Silésie, sur 2 400 km², et il est divisé en 33 doyennés et 322 paroisses, desservis par 5 diacres et 1033 prêtres (en 2023).

## Suffragants et province ecclésiastique
Siège métropolitain, l'archidiocèse de Katowice a pour suffragants le diocèse de Gliwice et celui d'Opole. L'ensemble forme la province ecclésiastique de Katowice.

## Histoire

Carte des archidiocèses et diocèses polonais

À la suite de la cession d'une partie de la Haute-Silésie, dont la voïvodie de Silésie, à la Pologne, le Saint-Siège nomma, le 7 novembre 1922, pour ces territoires, qui formellement faisaient encore partie de l'archidiocèse de Wroclaw un administrateur apostolique en la personne du salésien August Hlond. L'administration apostolique comprenait 14 doyennés, 140 paroisses et des églises succursales, 291 prêtres et un peu moins d'un million de fidèles.
Sur le même territoire, le diocèse de Katowice a été érigé le 28 octobre 1925 par la constitution apostolique Vixdum Poloniae unitas du pape Pie XI.
C'est à Katowice que Jan Franciszek Macha a été ordonné prêtre, le 25 juin 1939.
Par la constitution apostolique Totus tuus Poloniae populus du 25 mars 1992, le pape Jean-Paul II éleva le diocèse au rang d'archidiocèse métropolitain mais réduisit son territoire pour l'érection du diocèse de Bielsko-Żywiec et celui de Gliwice.

## Cathédrale et basiliques mineures
La cathédrale de Katowice (de), dédiée au Christ-Roi est l'église cathédrale et métropolitaine de l'archidiocèse.
L'archidiocèse compte six basiliques mineures :
- la basilique de Pszów, dédiée à la Nativité de Marie, église paroissiale située dans le sanctuaire marial de Pszów, basilique mineure depuis le 7 juin 1997[3] ;
- la basilique de Piekary Śląskie, dédiée à sainte Marie et à saint Barthélemy, église paroissiale située dans le sanctuaires Piekary Śląskie, basilique mineure depuis le 1er décembre 1962[4] ;
- la basilique à Katowice, dédié à saint Étienne et à Notre-Dame de Bogucice (pl), église paroissiale et basilique mineure depuis le 3 mai 2015[5].
- la basilique de Rybnik, dédiée à saint Antoine de Padoue, église paroissiale, basilique mineure depuis le  23 juin 1993[6] ;
- la basilique de Katowice-Panewniki, dédiée à saint Louis et à l'Assomption de Marie, église paroissiale, basilique mineure depuis le  12 novembre 1974[7] ;
- la basilique de Mikołów, dédiée à saint Adalbert de Prague, église paroissiale, basilique mineure depuis le 14 mars 2008[8]

## Galerie

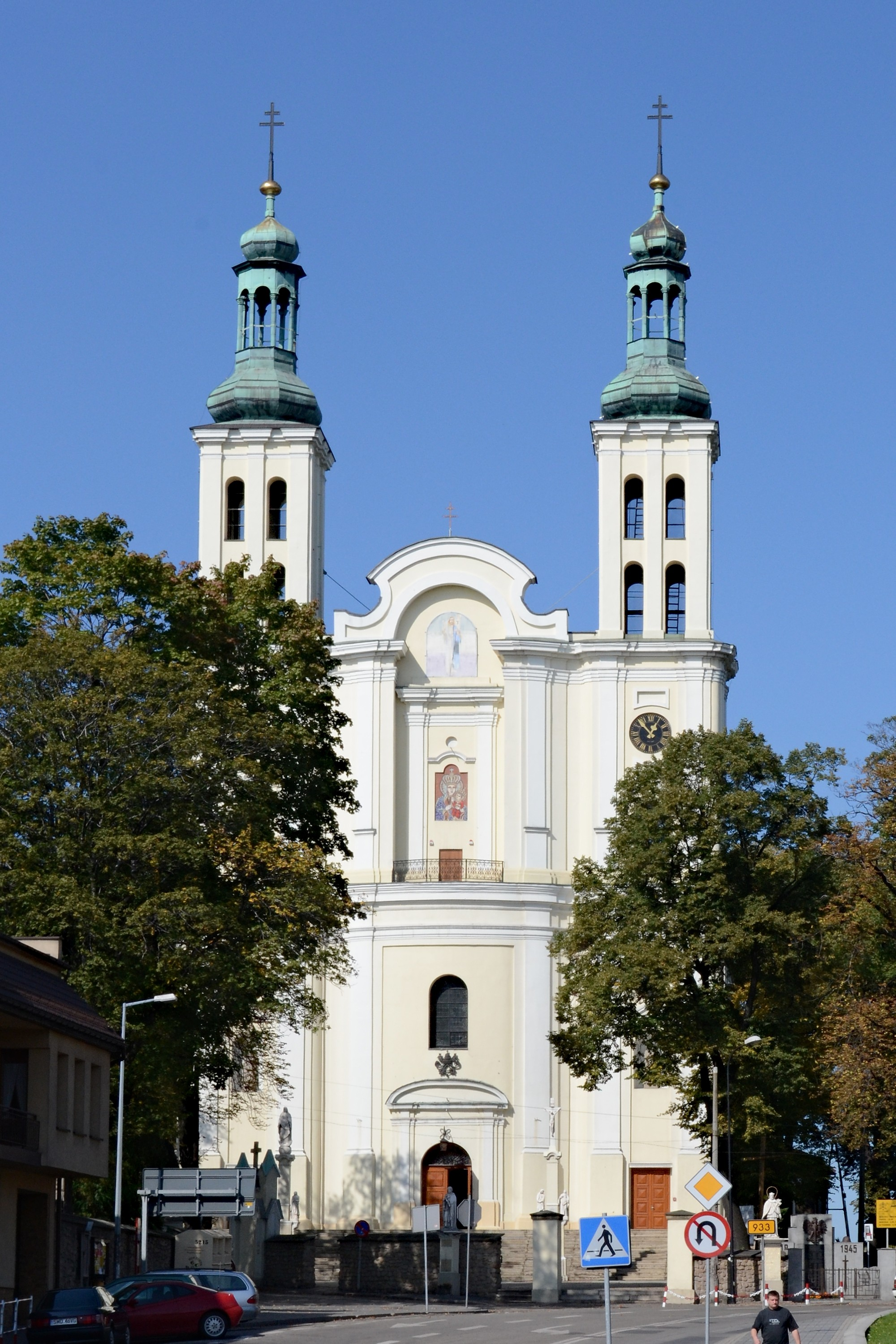
Basilique de la Nativité-de-la-Vierge de Pszów.
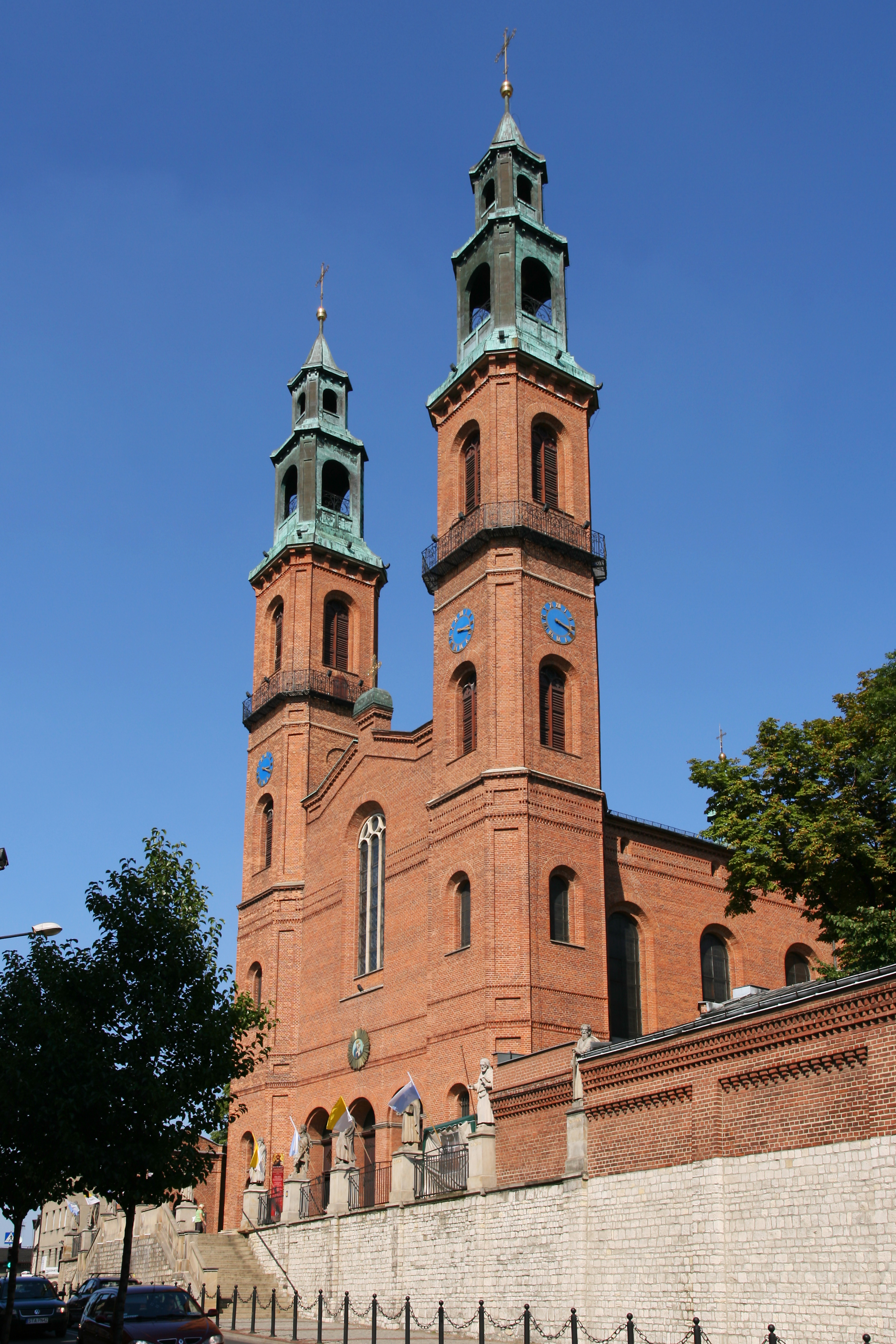
Basilique Sainte-Marie-et-Saint-Barthélemy de Piekary Śląskie.
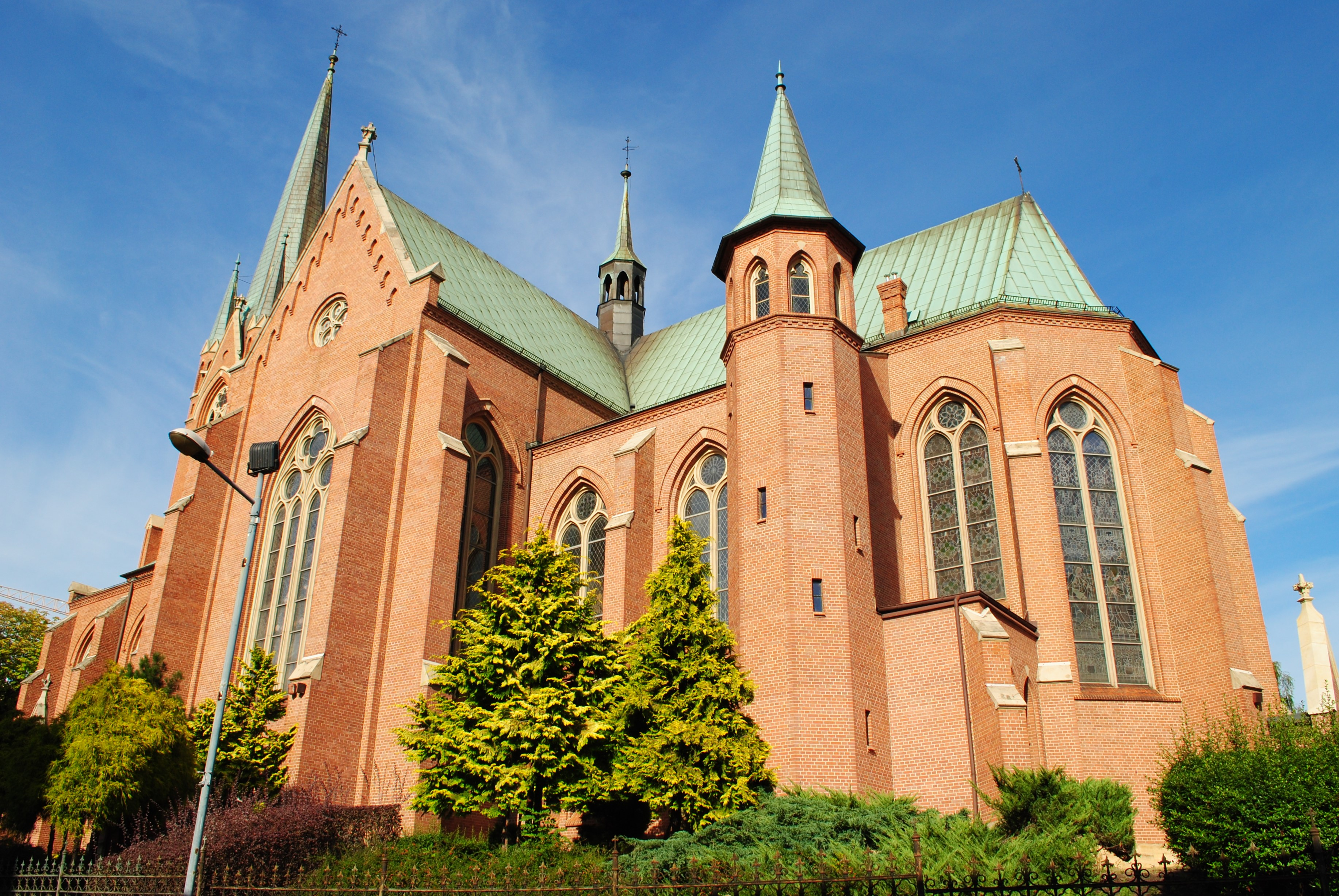
Basilique Saint-Étienne-et-Notre-Dame de Bogucice.
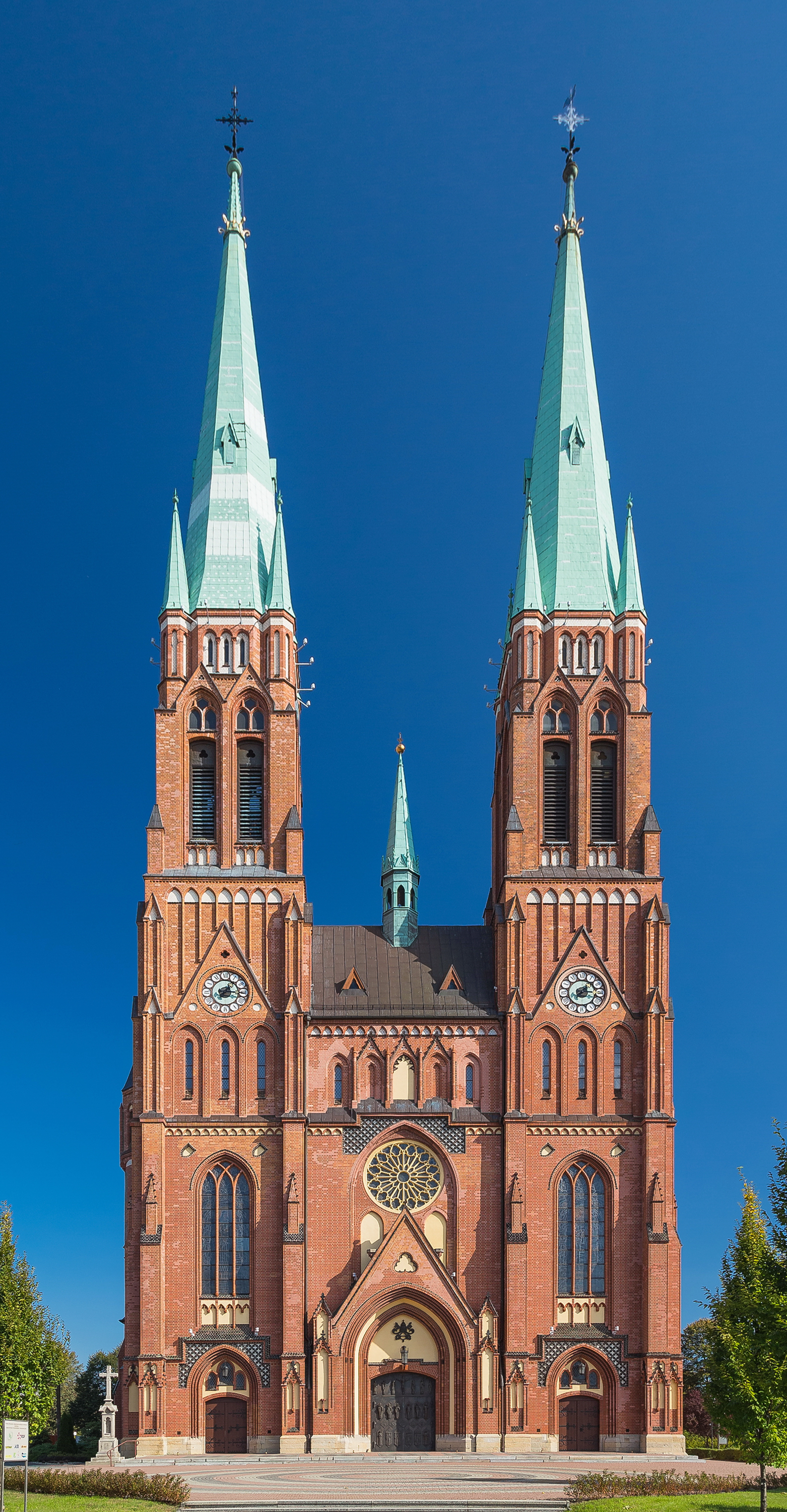
Basilique Saint-Antoine-de-Padoue de Rybnik.
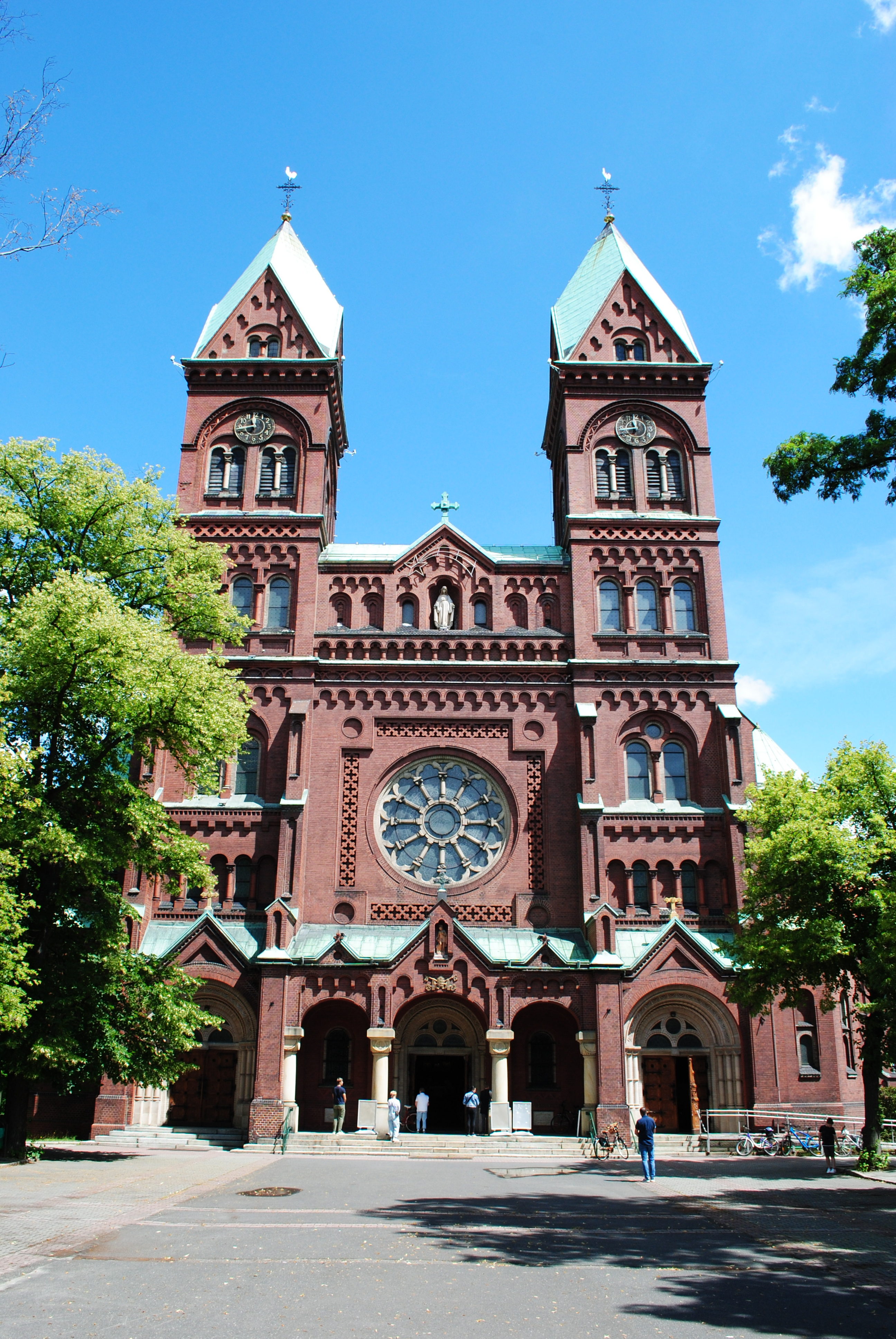
Basilique Saint-Louis-et-Notre-Dame-de-l'Assomption de Katowice-Panewniki.
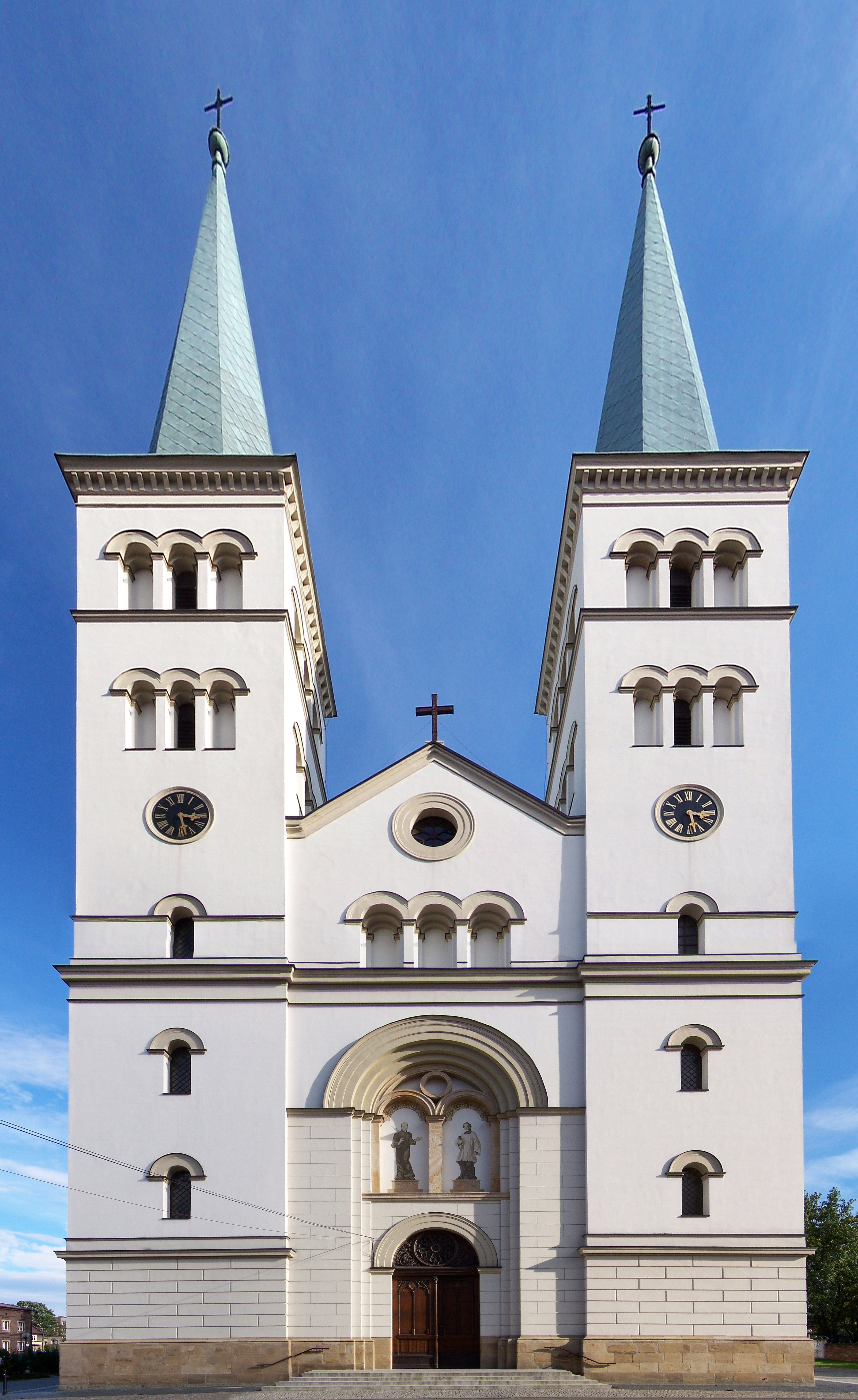
Basilique Saint-Adalbert de Mikołów.

## Ordinaires
Évêques de Katowice :
- 1925-1926 : August Hlond
- 1926-1930 : Arkadiusz Lisiecki
- 1930-1967 : Stanislaw Adamski
- 1967-1983 : Herbert Bednorz
- 1985-1992 : Damian Zimoń

Archevêques de Katowice :
- 1992-2011 : Damian Zimoń
- 2011-2023 : Wiktor Skworc
- 2023-2024 : Adrian Joseph Galbas (en)
- depuis le 4 novembre 2024 : sede vacante